# 清醒 (赛琳娜·戈麦斯歌曲)
《清醒》是美国歌手赛琳娜·戈麦斯的第二张个人录音室专辑《复苏》（2015）中的一首歌，是该唱片的第五首曲目。这首歌在专辑发行的前两天即2015年10月7日泄漏，原本预定作为专辑的第五支单曲发行，紧随《爱的绝杀》之后。赛琳娜·戈麦斯与歌曲作者克洛伊·安吉丽德斯、雅各布·卡舍尔·辛德林和朱莉娅·迈克尔斯，还有艺名为星际之门的挪威双人制作团队托尔·赫尔曼森和米克尔·埃里克森合作。她经常合作的梦幻实验室制作团队则负责处理声乐制作和和声。在为自己创造独特声音的过程中，这位歌手专注于表达个人经历的歌词，并参考了她年轻时候那些有影响力的专辑，尤其是克里斯蒂娜·阿奎莱拉的第四张录音室专辑《裸》（2002）。
《清醒》是一首适中速度、有着合成器流行元素的抒情歌曲，基于20世纪80年代影响广泛的歌曲结构。制作具有粗节拍和合成器的特点。该曲目受到饮酒一夜后社交尴尬的启发，描述了一种失调的恋爱关系，这种恋爱关系由于她爱人复杂的饮酒问题和酒精对他们性格的改变而分崩离析。《清醒》普遍受到乐评家的好评，许多人认为它是专辑的亮点。该曲目的情感深度，声音传递和制作都受到赞赏，同时也被拿来与洛德、蒂娜雪、希雅和拉娜·德雷的作品进行比较。发行后，《清醒》在美国公告牌榜外单曲榜上最高位于第22位。

## 录制与发行
在听到《清醒》的初始版本后，赛琳娜·戈麦斯将这首歌带给了执行制作人提姆·布莱克史密斯和丹尼·蒂，后者邀请了挪威双人制作团队托尔·赫尔曼森和米克尔·埃里克森（也被称为星际之门）来制作这首歌曲。与此同时，他们为《复苏》制作了多首歌曲，包括《陈年旧爱》和《古龙香水》。赛琳娜·戈麦斯，雅各布·卡舍尔·辛德林和朱莉娅·迈克尔斯撰写了其他曲目的词曲。赛琳娜·戈麦斯与埃里克森和迈尔斯·沃克进行合作，在加州洛杉矶的西湖工作室以及英国伦敦的藏匿工作室与迈克·安德森录制了这首歌。莉亚·海伍德提供了其他背景和声。赛琳娜·戈麦斯的人声由位于西湖的美国制作团队梦幻实验室制作，由罗伯·埃尔莫尔在丹妮拉·里维拉的协助下进行。
在最后阶段，《清醒》由菲尔·谭在佐治亚州亚特兰大的忍者俱乐部工作室混音。在2017年3月接受Idolator网站的迈克·瓦斯采访时，赛琳娜·戈麦斯的朋友，歌曲的共同创作者，雅各布·卡舍尔·辛德林透露，《清醒》原打算作为专辑中 《爱的绝杀》 之后的第五支单曲。他讲述了与这位歌手的会面，在那场演唱会上，她表示想从《复兴》时代继续前进并发行新音乐，并告诉他：“我爱你，但我准备好了想推出一些新的东西”。”

## 乐评
发行后，《清醒》获得了乐评家的好评，其中有几家甚至宣称它是专辑的亮点。与澳大利亚歌手希雅的作品相比，《红砖报》的乔治·格里菲斯认为这是赛琳娜·戈麦斯生涯中最好的歌曲，赞扬其作为专辑音乐中心的位置。他阐述说，整个《复兴》中存在的自强和脆弱的主题比你想象的更清晰、更连贯地融合在《清醒》中。《混凝土报》的作家梅利莎·哈加尔在她的评论中称《清醒》为《复兴》中歌词带有私人性和意义的关键例子，称这首歌“低沉而令人满意”。 哈加尔还说这位歌手：“在附赠曲目中流露出类似的忧郁情绪，例如苦乐参半的民谣《没有人》和风靡一时的《古龙香水》，这表现出了她更脆弱的一面。”Idolator网站的作家迈克·瓦斯认为这首歌是专辑中最好的曲目之一，并将其与阿莱西娅·卡拉的首张专辑《无所不知》 （2015）里的单曲《她》和洛德的首张专辑《女英雄》 （2013）进行了比较，说道：“随着相关流行音乐的兴起，这种苦乐参半的流行歌曲应该会在电台受到热烈欢迎。故作姿态的情绪歌曲一点也不吸引人。”
秃鹰新闻的作家林赛·佐拉兹称《清醒》脱颖而出，暗示它接受了一种的帮助“或者说是与威肯的歌曲《山丘》变成了一种揉杂的混搭。”《时代杂志》的凯瑟琳·圣阿萨夫指出，虽然多数专辑的中间部分往往是填料，但《复兴》收录了出色的曲目，包括《清醒》。皮普·埃尔伍德·休斯为《娱乐焦点》撰文指出，这首歌包含了专辑中最好的人声，并与《爱的绝杀》、《情难自控》和《天生绝配》一样，是出类拔萃的曲目。Idolator网站的的迈克·尼德宣称《清醒》应该作为一支单曲发行。
在接受iHeartRadio的Nicole Mastrogiannis的采访时，这位歌手逐条解释了专辑的含义，他说“清醒”是关于在不健康的恋爱中被爱蒙蔽：“很容易摆脱感情，但是我必须了解，而且人们需要了解，您必须经历所有事情。你必须要感觉到。您必须尽最大努力克服对方，每个人都处在这种情况下，您无能为力。即使不是那样，也像爱在某种程度上被喝醉了。” 